# Kuusjoki

Wappen der ehemaligen Gemeinde Kuusjoki

Kuusjoki [ˈkuːsjɔki] ist eine ehemalige Gemeinde im Südwesten Finnlands. Zum Jahresbeginn 2009 wurde sie in die Stadt Salo eingemeindet.
Kuusjoki liegt in der Landschaft Varsinais-Suomi 20 km nördlich des Stadtzentrums von Salo. Nach Turku sind es 70 km, in die Hauptstadt Helsinki 130 km. Das Gemeindegebiet hatte eine Fläche von 122,73 km². Zu Kuusjoki gehörten die Dörfer Hämäläistenkylä, Impola, Kanunki, Kurkela, Kuttila, Kuusjoenperä, Pappila, Raatala und Tiskarla. In dem ehemaligen Gemeindegebiet befindet sich der See Nummijärvi, der für sein kristallklares Wasser gerühmt wird. Kuusjoki hatte zuletzt 1724 Einwohner. Die Gemeinde war einsprachig finnischsprachig.
Kuusjoki war ab 1822 eine Kapellengemeinde des Kirchspiels Uskela. Die politische Gemeinde Kuusjoki entstand 1865 im Zuge der Trennung der Verwaltung der Landgemeinden von der Kirchenverwaltung. Die Kapellengemeinde wurde indes 1884 Pertteli unterstellt und 1913 zu einer eigenständigen Kirchengemeinde erhoben. Zum Jahresbeginn 2009 wurde Kuusjoki zusammen mit den acht Gemeinden Halikko, Kiikala, Kisko, Muurla, Perniö, Pertteli, Särkisalo und Suomusjärvi nach Salo eingemeindet.

## Persönlichkeiten
- Wilma Murto (* 1998), Stabhochspringerin